# Zirik
Zirik är en ort i Azerbajdzjan.   Den ligger i distriktet Qəbələ, i den centrala delen av landet, 190 km väster om huvudstaden Baku. Zirik ligger 371 meter över havet och antalet invånare är 1 026.
Terrängen runt Zirik är kuperad västerut, men österut är den platt. Terrängen runt Zirik sluttar söderut. Närmaste större samhälle är Nic, 8,4 km norr om Zirik.
Trakten runt Zirik består till största delen av jordbruksmark. Runt Zirik är det ganska tätbefolkat, med 58 invånare per kvadratkilometer.